# Аччи
Аччи (кирг. Аччи) — село в Араванском районе Ошской области Кыргызстана. Входит в состав Алля Анаровского айылного аймака.

## География
Село расположено в западной части области, к востоку от реки Аравансай, на расстоянии приблизительно 1 километра (по прямой) к востоку от села Араван, административного центра района. Абсолютная высота — 807 метров над уровнем моря.

## Население
Согласно оценочным данным Национального статистического комитета Кыргызской Республики, численность населения села на начало 2023 года составляла 2004 человека.
| год     | 2009 | 2014 | 2015 | 2020 | 2021 | 2023 |
| ------- | ---- | ---- | ---- | ---- | ---- | ---- |
| человек | 1674 | 1762 | 1794 | 1854 | 1885 | 2004 |